# 麦喙猎女神螺
麦喙猎女神螺（学名：Trivirostra hordacea），又名迷你蛹螺、麥粒石榴螺，是一種小型的海螺，为猎女神螺科喙猎女神螺属的海洋腹足綱軟體動物。

## 形態描述
贝壳小，呈长卵圆形，两端压缩，钝圆。背部膨圆，两侧缘收缩，圆，壳面布满精细的横肋，横肋并向基部和壳口内延伸，直达背部中央的横肋(21—24条)，此外，尚有达不到中央的间肋，肋间有不明显的雕刻，色白。

## 分佈
分布于印度-太平洋区暖水区、台湾的綠島、蘭嶼、屏東縣恆春半島、大樹房、屏東縣海口、小琉球等地以及中国大陆的西沙群岛等地，属于暖海产。其常生活于潮间带岩礁、潮下带的浅海以及柳珊瑚上或珊瑚石的下面。该物种的模式产地在印度洋的波旁留尼汪。

## 外部連結
維基物種上的相關：麦喙猎女神螺